# Condado de Lyon (Kansas)
El condado de Lyon (en inglés: Lyon County), fundado en 1862, es uno de 105 condados del estado estadounidense de Kansas. En el año 2005, el condado tenía una población de 35,609 habitantes y una densidad poblacional de 16 personas por km². La sede del condado es Emporia. El condado recibe su nombre en honor a Francis Lyon.

## Geografía
Según la Oficina del Censo, el condado tiene un área total de 2215 km² (855,2 mi²), de la cual 2204 km² (851 mi²) es tierra y 11 km² (4,247104247104 mi²) (0.50%) es agua.

### Condados adyacentes
- Condado de Wabaunsee (norte)
- Condado de Osage (noreste)
- Condado de Coffey (sureste)
- Condado de Greenwood (sur)
- Condado de Chase (oeste)
- Condado de Morris (noroeste)

## Demografía
Según la Oficina del Censo en 2000, los ingresos medios por hogar en el condado eran de $32,819, y los ingresos medios por familia eran $43,112. Los hombres tenían unos ingresos medios de $28,865 frente a los $21,338 para las mujeres. La renta per cápita para el condado era de $15,724. Alrededor del 14.50% de la población estaban por debajo del umbral de pobreza.

## Transporte

### Autopistas principales
- Interestatal 135
- U.S. Route 56
- Ruta Estatal de Kansas 15
- Ruta Estatal de Kansas 9

## Localidades
Población estimada en 2004;
- Emporia, 26,380 (sede)
- Americus, 917
- Olpe, 508
- Hartford, 494
- Neosho Rapids, 271
- Reading, 244
- Allen, 212
- Admire, 174
- Bushong, 50

### Municipios
El condado de Lyon está dividido entre 1 municipios. El condado no tiene a Peoria como una ciudad independiente a nivel de gobierno, y todos los datos de población para el censo e las ciudades son incluidas en el municipio.

## Educación

### Distritos escolares
- North Lyon County USD 251
- South Lyon County USD 252
- Emporia USD 253